# Gryon viggianii
Gryon viggianii is een vliesvleugelig insect uit de familie van de Scelionidae. De wetenschappelijke naam van de soort is voor het eerst geldig gepubliceerd in 1980 door Mineo.